# Scatopse pallidipes
Scatopse pallidipes är en tvåvingeart som först beskrevs av Lynch Arribalzaga 1878.  Scatopse pallidipes ingår i släktet Scatopse och familjen dyngmyggor. Inga underarter finns listade i Catalogue of Life.